# De Dolphijn

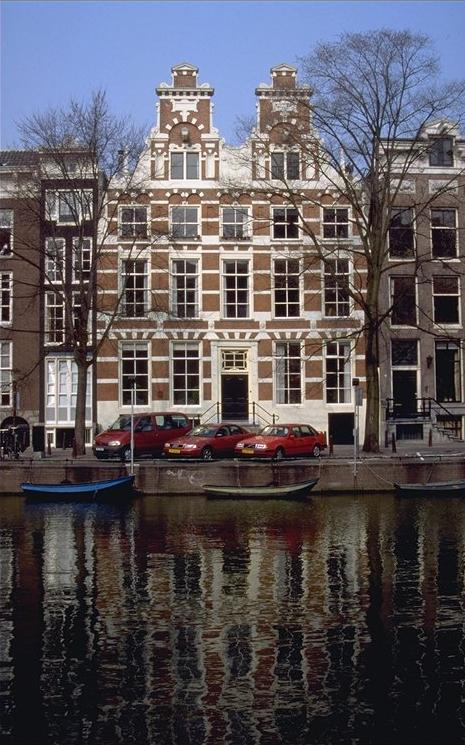
De Dolphijn

Het huis De Dolphijn is een grachtenpand aan het Singel 140-142 te Amsterdam. De bekendste bewoner was Frans Banninck Cocq, die er woonde toen Rembrandt tussen 1640 en 1642 de schutterscompagnie van Cocq portretteerde op een schilderij dat we thans kennen als De Nachtwacht.

## Ontwerp
Er bestaat een ontwerptekening van de voorgevel door Hendrick de Keyser, maar dit ontwerp is niet geheel uitgevoerd: de gevel is versoberd door het schrappen van classicistische elementen als pilasters en kroonlijsten. Waarschijnlijk is dit de invloed van Spiegel geweest. Het gevelontwerp van De Keyser wordt afgebeeld op een tekening in een 17e-eeuws boek waarbij het wordt gecombineerd met de gevel van De Gecroonde Raep uit 1615, die een sterke gelijkenis vertoont.

## Bouw

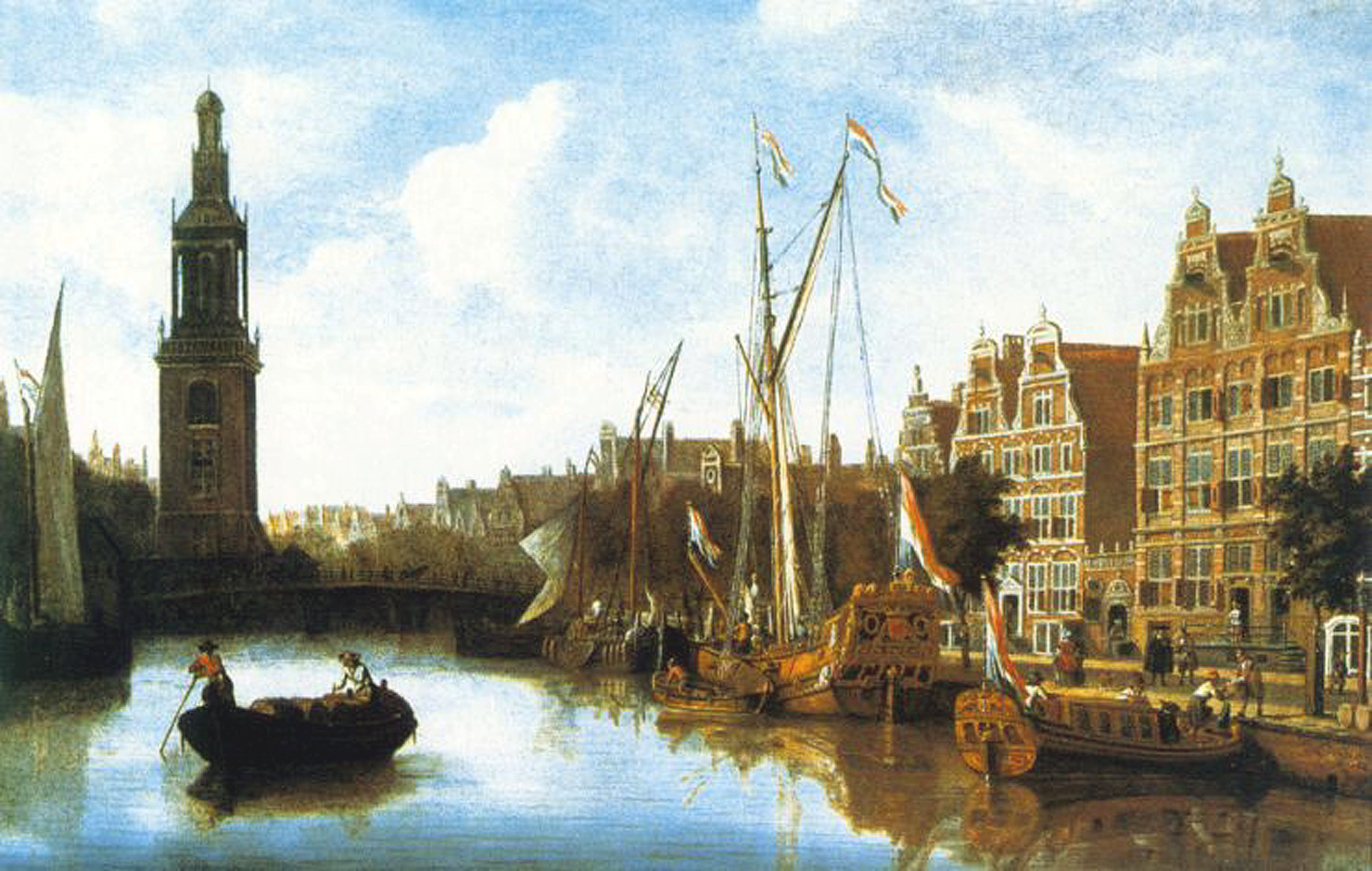
Singel met de Jan Rodenpoortstoren door Abraham Storck (1684)

Het huis De Dolphijn is gebouwd rond 1600. Het precieze jaar is niet bekend; alleen dat het tussen 1599 en 1602 moet zijn geweest. Opdrachtgever was de dichter Hendrik Laurensz. Spiegel (1549-1612). Het huis is een van de drie in Amsterdam aanwezige voorbeelden van een vroeg-17e-eeuws huis met zijhuis (voorloper van het dubbele grachtenpand). (De andere twee zijn het Huis Bartolotti en het Huis met de Hoofden.) Eigenlijk is het een drie traveeën breed normaal huis van 30 voet, met aan de rechterzijde een twee traveeën breed zijhuis van 20 voet.

## Voorgevel
De voorgevel bestaat uit twee identieke trapgevels. Ze zijn in ontwerp ieder 32 voet breed, maar zijn in elkaar geschoven omdat de totale breedte van het pand maar 50 voet is. Het geheel vormt een vroeg voorbeeld van de barokke Amsterdamse renaissance in de trant van Hendrick de Keyser en is gebouwd door De Keyser zelf. De gevel heeft nog rolornamenten, wat gezien het bouwjaar destijds al ouderwets was.
Oorspronkelijk had De Dolphijn ook een uitgang aan de Herengracht die tot 1613 een achtergracht aan de stadswal was.

## Bewoners
In 1609 werd het huis verkocht aan Volckert Overlander (1571-1630) die het in 1630 naliet aan zijn schoonzoon Frans Banninck Cocq. Tussen 1655 en 1679 is het huis gesplitst in twee huizen. Het linkerhuis werd sindsdien De Vergulde Dolphijn, het rechterhuis De Kleynde Dolphijn genoemd. De splitsing liep tussen de derde en vierde travee (van links naar rechts geteld). Beide huizen werden in 1679 verkocht aan Cornelis de Vlaming van Oudshoorn (1613-1688).
In 1863 werd de scheiding tussen de twee huizen duidelijk zichtbaar, doordat de geveltop van het rechterhuis werd vervangen door een rechte kroonlijst. In 1966-1967 vond een spectaculaire restauratie plaats, waarbij de rechtertrapgevel werd gereconstrueerd. De scheiding in twee huizen blijft echter in stand. Bij het opstellen van het restauratieplan werden ook oude afbeeldingen geraadpleegd, zoals die van Abraham Storck.

## Trivia
Het grachtenpand De Dolphijn wordt gebruikt als decor als het Ludwighuis voor de Nickelodeon-serie, De Ludwigs.